# Махутов, Фёдор Николаевич
Фёдор Николаевич Махутов (17 сентября 1948 года, Улей — 4 сентября 2017 года, Новогорск) — советский и российский тренер по вольной борьбе. Заслуженный тренер СССР. Заслуженный работник физической культуры Российской Федерации (1999). Почётный гражданин Осинского района (2008).

## Биография
Родился 17 сентября 1948 года в селе Улей Осинского района Иркутской области. В 1969 году начал заниматься вольной борьбой. С 1970 года тренировался под руководством своего старшего брата Валерия Николаевича Иванова. В 1973 году выиграл серебряную медаль на чемпионате РСФСР, а в 1974 году выполнил норматив мастера спорта СССР.
В 1975 году окончил факультет физического воспитания Бурятского государственного педагогического института и начал работать тренером в Багдаринской детской спортивной школе. С 1976 года работал преподавателем на кафедре теоретических основ БГПИ. Многие годы был тренером-преподавателем специализированной детско-юношеской школы олимпийского резерва № 7 Комитета по образованию города Улан-Удэ.
Наиболее высоких результатов среди его воспитанников добились:
- Базар Базаргуруев — бронзовый призёр Олимпийских игр 2008 года, чемпион Азии 2007 года,
- Борис Будаев — чемпион мира 1989 года, чемпион Европы 1982 года, чемпион Азии 1996 года[1],
- Андрей Пестерев — чемпион СССР среди молодёжи 1986 года, серебряный призёр Кубка мира 1986 года,
- Мунко Табутаров — победитель первенства Европы 2005 года,
- Базар Жалсапов — победитель первенства Европы 2006 года,
- Василий Миланханов — серебряный призёр чемпионата СССР 1988 года[2],
- Юрий Власко — двукратный победитель первенства Европы (2015, 2016) среди юниоров[3].

Фёдор Николаевич умер 4 сентября 2017 года на сборах в Новогорске.

## Награды и звания
- Почётное звание «Заслуженный тренер СССР».
- Почётное звание «Заслуженный работник физической культуры Российской Федерации» (1999).
- Почётный гражданин Осинского района (2008)[7].
- Почётный знак «За заслуги в развитии физической культуры и спорта» (2013)[8].